# Vezio (Perledo)
Vezio ist eine Fraktion der italienischen Gemeinde (comune) Perledo und liegt am Ostufer des Comer Sees, in der Region Lombardei, und gehört zur Provinz Lecco.

## Geographie
Das Dorf befindet sich auf einem Hügel oberhalb Varenna. Auf dessen Kuppe liegt die Burg von Vezio. Der Name wird auf das lateinische Pagus Vetus (altes, antikes Dorf) oder auf die fünfte römische Legion des Vescinus zurückgeführt, welche das Kastell erbaute.

## Geschichte
Die ursprünglich ligurisch-keltische, möglicherweise etruskische Siedlung wurde im 6.–7. Jahrhundert von transalpinen Völkern besiedelt. Mit der Ausbreitung der Römer wurde ein Kastell gebaut, das der Überwachung des Ufer- und Seewegs diente. Unterhalb des Kastells am Seeufer bauten die Römer Varenna, als Hafenort für den Seehandel und den militärischen Nachschub. 
Urkundlich wird Vezio erstmals 1368 im Zusammenhang mit einem Stück Land erwähnt, das der Kirche Sankt Antonio Abate für den Bau des Friedhofs geschenkt wurde.

## Sehenswürdigkeiten
Die Burg wurde im 11. Jahrhundert erbaut und mehrmals erweitert. Sie wurde 1999 der Öffentlichkeit zugänglich gemacht und beherbergt eine Falknerei mit einer Brut-, Aufzieh- und Trainingsstation.
Die Kirche Sant’Antonio Abate wurde als Betkirche für die Garnison und die wenigen Einwohner erbaut. 1368 wurde der Friedhof errichtet und 1570 die Kirche vergrößert. Bei der Renovierung 1952 wurden byzantinische Fresken freigelegt.
Auf dem alten Saumpfad, der Landverbindung zwischen den Dörfern am See, wurde der Wanderweg Sentiero del Viandante eingerichtet.

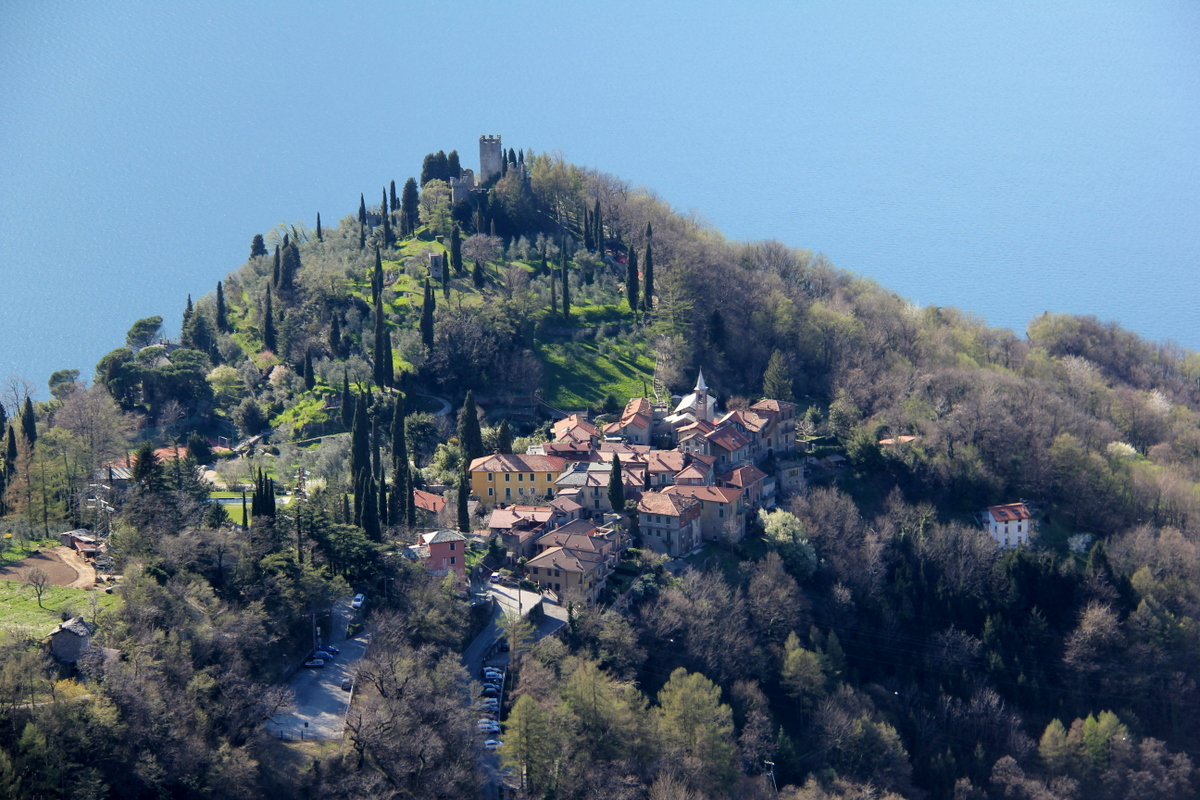
Vezio
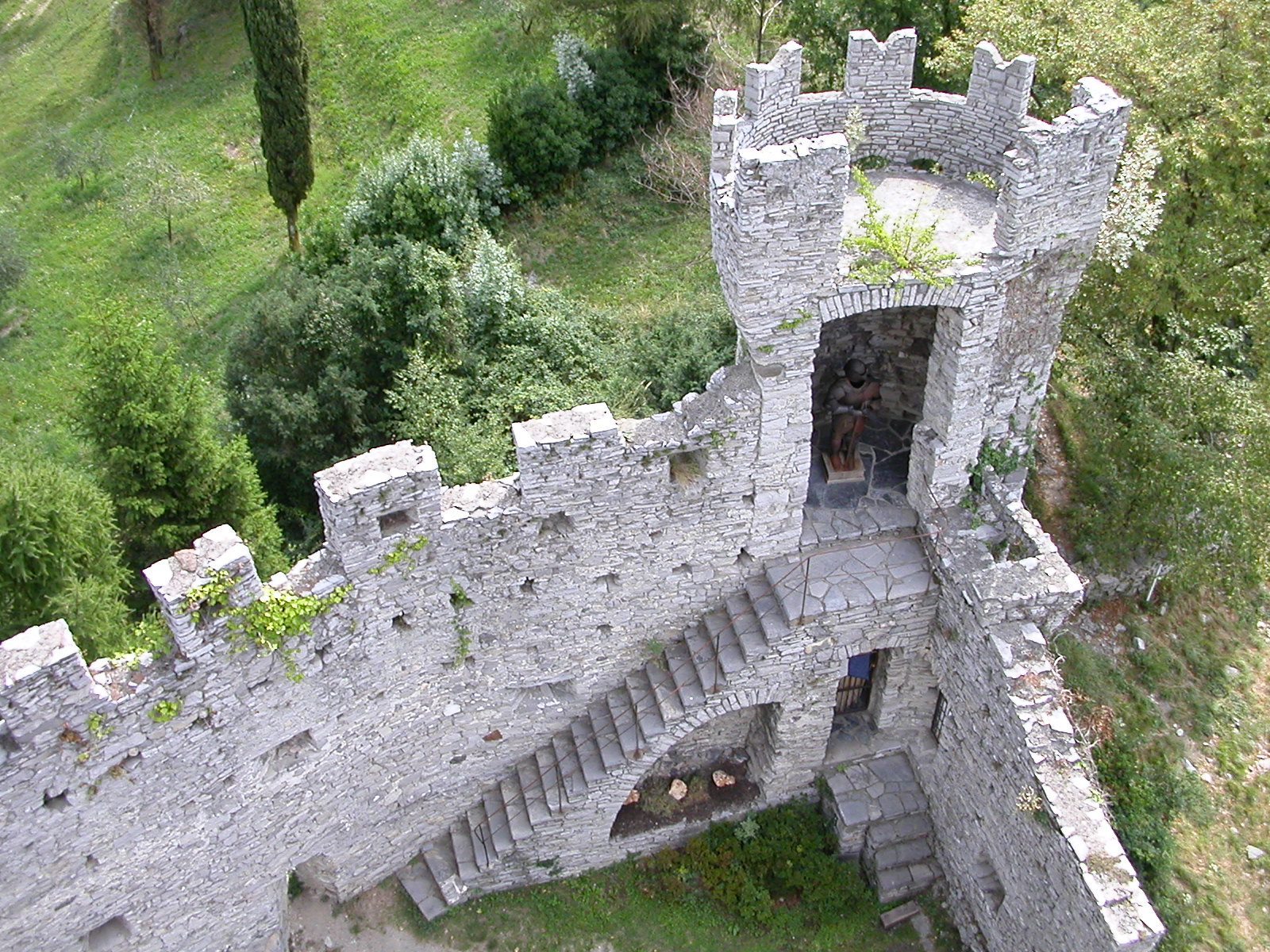
Burg von Vezio
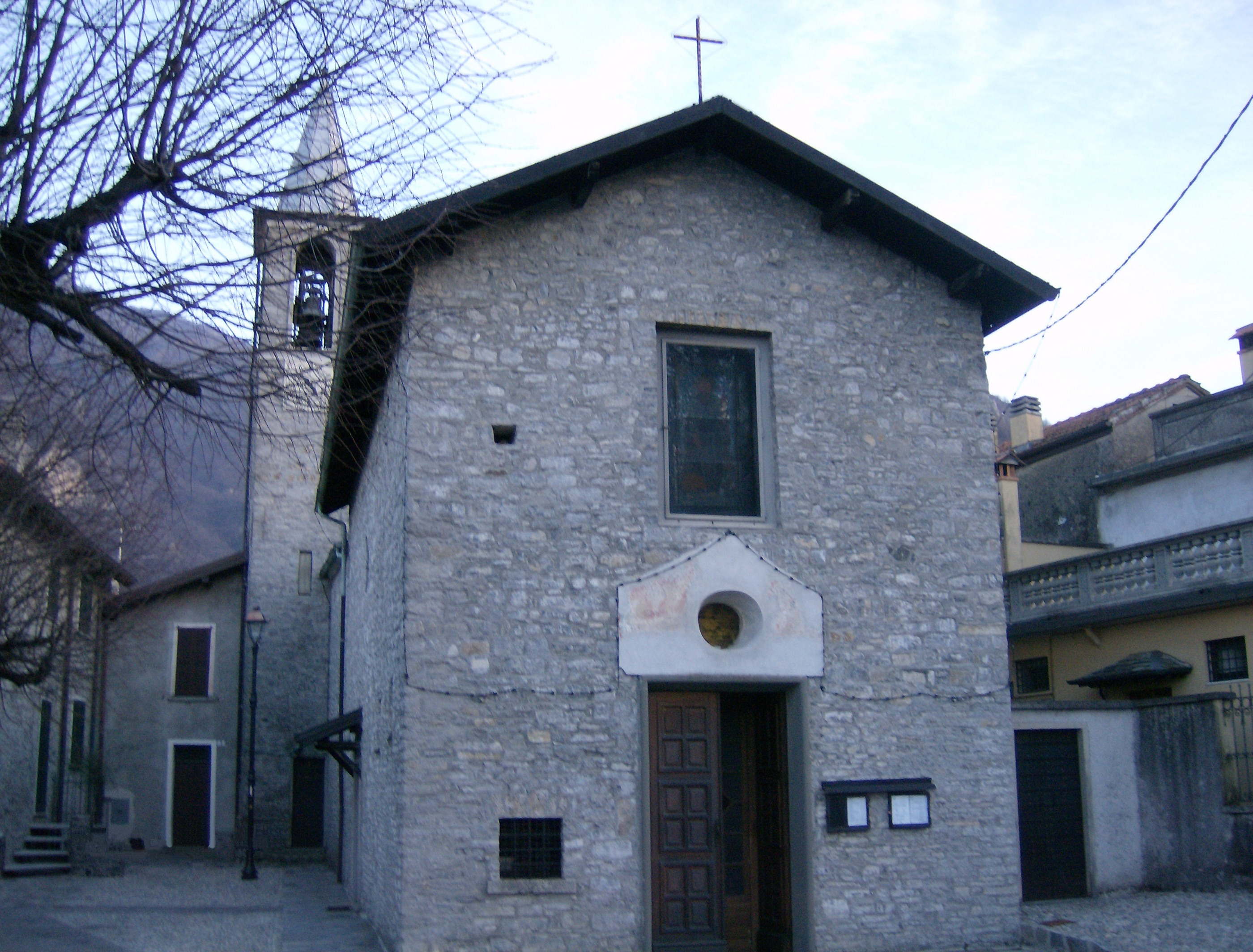
Sant’Antonio Abate
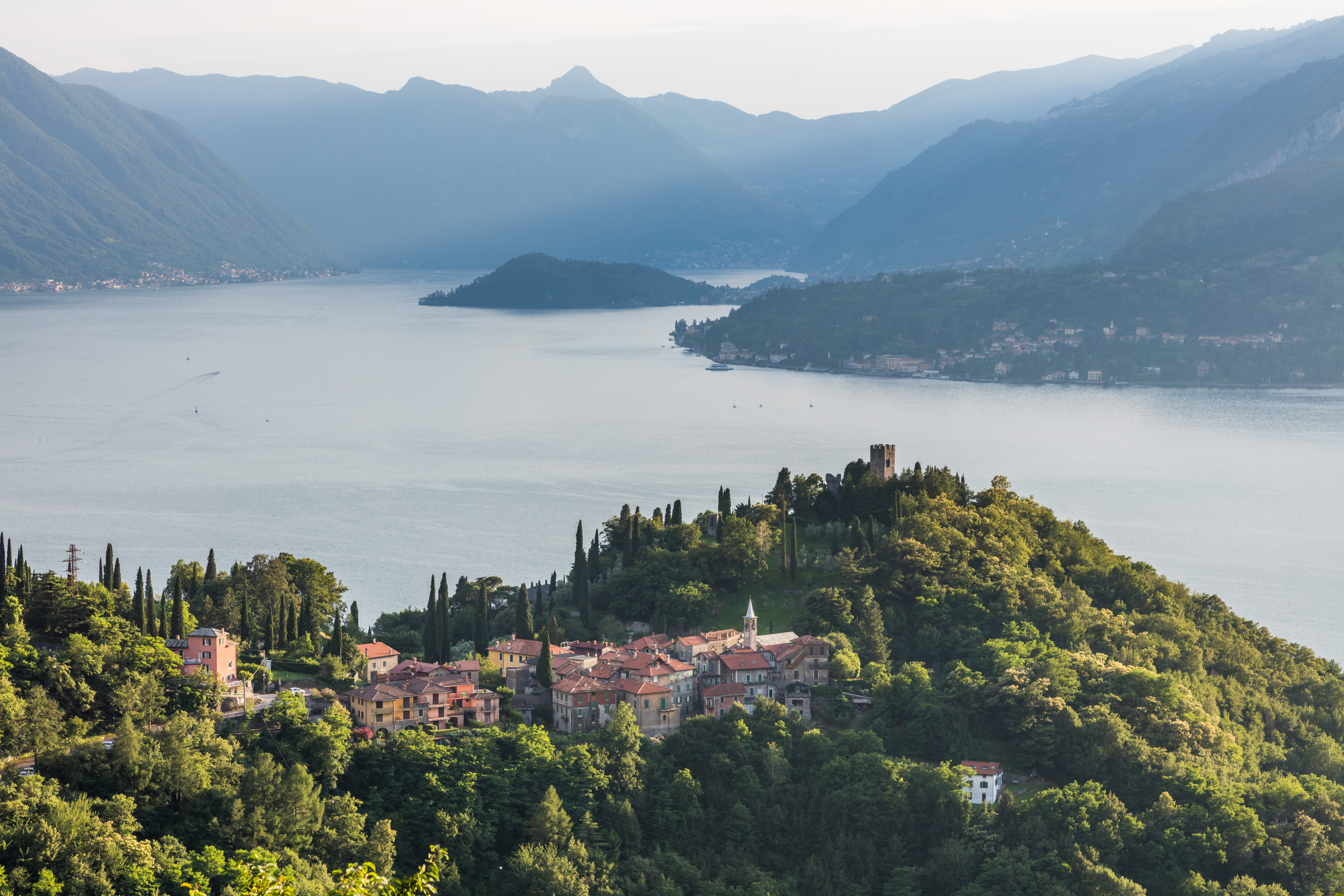
Vezio mit Blickrichtung Südwesten